# Tex Harding (Schauspieler)
Tex Harding (eigentlich John Karl Thye; * 4. Januar 1918 in Illinois; † 28. April 1981 in Spangle, Spokane County, Washington) war ein US-amerikanischer Schauspieler.
Harding trat als singender Partner von Charles Starrett in einigen Serienfilmen um die Western-Figur des „Durango Kid“ auf. Dabei ritt er ein als „Diablo“ bekanntes Pferd, das auch in zahlreichen anderen Western eingesetzt wurde. Seine Schwester war die Schauspielerin Dorothy Dix. Nach seiner kurzen Karriere ging er in seinen Lernberuf als Metzger zurück.

## Filmografie
- 1945: Texas Panhandle
- 1945: Lawless Empire
- 1945: Blazing the Western Trail
- 1945: Outlaws of the Rockies
- 1945: Rustlers of the Badlands
- 1945: Both Barrels Blazing
- 1945: The Return of the Durango Kid
- 1945: Rough, Tough and Ready
- 1946: Frontier Gunlaw
- 1949: Desert Vigilante